# Dissosteira longipennis
Dissosteira longipennis es una especie de saltamontes perteneciente a la familia Acrididae, subfamilia Oedipodinae. Se encuentra en América del Norte. Durante la década de 1930, formó enormes enjambres y causó daños significativos a los cultivos en el oeste de los Estados Unidos, pero ahora es muy raro y no se ha enjambrado desde entonces. Con la extinción de la langosta de las Montañas Rocosas, es la única langosta existente en América del Norte.